# Pietà (Malta)
Pietà é um povoado da ilha de Malta no país de Malta.